# Karl Hammer (Physiker)
Karl Hammer (* 1908 in Zweibrücken; † 1999) war ein deutscher Physiker und 1971 Gründungspräsident der Fachhochschule München. Vorher war er Direktor des Oskar-von-Miller-Polytechnikums in München.

## Leben
Der im damals bayerischen Zweibrücken geborene Hammer studierte in München und Königsberg Mathematik und Physik und bestand im Februar 1932 die zweite Lehramtsprüfung. Bis April 1935 war er als Lehrer an der Landeserziehungsanstalt Marquartstein tätig. Das danach erneut aufgenommene Studium der Physik beendete er 1937 mit der Promotion über Die Änderung des elektrischen Widerstandes während der Aushärtung der Beryllium-Nickel-Legierungen. Anschließend war er bis 1948 als Physiker in der Industrie beschäftigt, bevor er im Mai 1948 als Lehrer an das Oskar-von-Miller-Polytechnikum in München wechselte. Er veröffentlichte 1957 ein Lehrbuch der Physik für Ingenieurschulen, das an vielen deutschsprachigen Ingenieurschulen Verwendung fand. Er war Leiter der Abteilung Feinmechanik und Optik, bevor er 1960 zum Direktor des Oskar-von-Miller-Polytechnikums berufen wurde. 
Hammer gab in den 1960er Jahren wesentliche Impulse zur Ingenieurschulreform und zur Durchsetzung des Hochschulstatus der Ingenieurschulen und wurde so zu einem der Gründungsväter der bayerischen Fachhochschulen. 1971 war er der Gründungspräsident der Fachhochschule München. Hammer schrieb später in einer Rückschau auf die Reform- und Umstellungsphase der Jahre 1970 bis 1972: „Der Start der Fachhochschule München ist … gelungen.“